# Neoplerochila
Neoplerochila is een geslacht van wantsen uit de familie van de Tingidae (Netwantsen). Het geslacht werd voor het eerst wetenschappelijk beschreven door Duarte Rodrigues in 1982.

## Soorten
Het genus bevat de volgende soorten:

- Neoplerochila dispar Duarte Rodrigues, 1982
- Neoplerochila inflata Duarte Rodrigues, 1982
- Neoplerochila katbergana (Drake, 1953)
- Neoplerochila millari Göllner-Scheiding, 2007
- Neoplerochila paliatseasi Duarte Rodrigues, 1982
- Neoplerochila uniformis Duarte Rodrigues, 1987
- Neoplerochila weenenana (Drake, 1953)
- Neoplerochila youngai Duarte Rodrigues, 1987